# Panchlora stolata
Panchlora stolata är en kackerlacksart som beskrevs av John Borg 1902. Panchlora stolata ingår i släktet Panchlora och familjen jättekackerlackor. Inga underarter finns listade i Catalogue of Life.